# 타이론 밍스
타이론 디온 밍스(영어: Tyrone Deon Mings, 1993년 3월 13일 ~ )는 현재 잉글랜드 프리미어리그의 클럽 애스턴 빌라에서 뛰는 잉글랜드의 축구 선수이다.